# كرايغ ريد
كرايغ ريد (بالإنجليزية: Craig Reid)‏ (26 فبراير 1986 في المملكة المتحدة - ) هو لاعب كرة قدم بريطاني في مركز الدفاع. شارك مع منتخب اسكتلندا تحت 17 سنة لكرة القدم ومنتخب اسكتلندا تحت 19 سنة لكرة القدم. أما مع النوادي، فقد لعب مع دونفرملين أثلتيك وكوين أوف ساوث ونادي سانت ميرين ونادي سلتيك ونادي ماذرويل ونادي ستيرلينغ ألبيون ونادي غرينوك مورتون.

## وصلات خارجية
- كرايغ ريد على موقع قاعدة بيانات كرة القدم.إي يو (الإنجليزية)
- كرايغ ريد على موقع Soccerbase.com (لاعب) (الإنجليزية)
- كرايغ ريد على موقع Soccerway.com (الإنجليزية)